# 吉奇山
46°51′36″N 11°41′13″E / 46.86000°N 11.68694°E

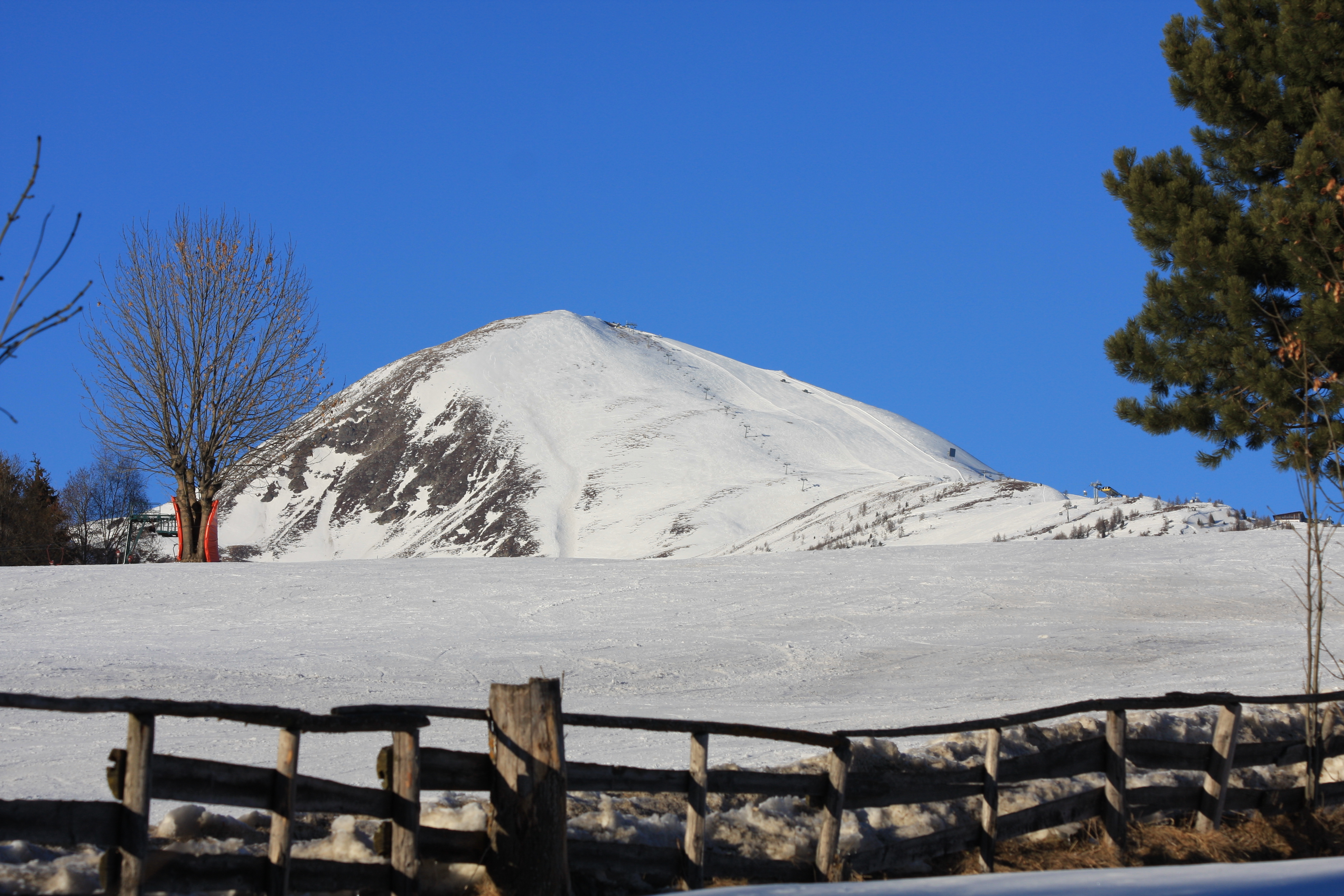

吉奇山（義大利語：Monte Cuzzo），是意大利的山峰，位於該國東北部，由博爾扎諾-南蒂羅爾自治省負責管轄，屬於齊勒塔爾阿爾卑斯山脈的一部分，海拔高度2,512米，每年平均降雨量1,579毫米。